# Albert Windisch
Albert Windisch (* 17. Mai 1878 in Friedberg (Hessen); † 1. April 1967 in Frankfurt am Main) war ein deutscher Maler, Akademieprofessor und Typograph.

## Leben
Albert Adam Windisch war Sohn des Hofbäckers Georg Windisch, der den großherzoglich hessischen Hof und die Zarenfamilie bei deren Aufenthalten in Deutschland belieferte. Das Wohn- und Geschäftshaus in der Usagasse 14 in Friedberg beherbergt bis heute eine Bäckerei.
Nachdem er 1895 die Oberrealschule in Friedberg mit der Primareife verlassen hatte, besuchte Windisch zunächst von 1895 bis 1898 die Königliche Kunstschule zu Berlin, an der er die preußische Zeichenlehrerprüfung ablegte. Nach einem einjährigen Privatstudium bei Adolf Schlabitz studierte er an der Akademie der Künste in Berlin und ab 1901 in München jeweils ein Jahr an der Akademie der Bildenden Künste sowie an der Technischen Hochschule und absolvierte 1903 auch die bayerische Zeichenlehreprüfung. Ab 1905 lehrte er als hauptamtlicher städtischer Beamter Gebrauchsgraphik an der Kunstgewerbeschule in Frankfurt und stand in Kontakt mit dem Kunsthistoriker Fritz Wichert vom Städel, deren Briefwechsel ist bis heute erhalten. 1922 gründete er die Frankfurter Gutenberg-Presse bei der auch Carl Nebel, Hugo Kühn und Ernst Rehbein arbeiteten. Er gründete 1924 mit Philipp Albinus und Rehbein die Abteilung Typografie und Buchbinderei an der Kunstgewerbeschule, die Leitung dieser Abteilung übertrug er 1925 Fritz Wichert, mit dem zusammen er auch die Integration der Kunstgewerbeschule in die Städelschule vorantrieb. Zu Windischs Schülern gehörten die später als „entartet“ diffamierten Künstler Kurt Scheele, Moritz Coschell und Fried Stern, sowie die Typographen Herbert Post und Max Waibel. Als Willi Baumeisters Professur dem politisch motivierten Spardiktat der Nazis geopfert werden musste, übernahm Windisch auch einen Teil seiner Kurse an der Städelschule.
Windisch war seit spätestens 1913 Mitglied des Deutschen Werkbundes und Mitglied der Weimarer Gesellschaft der Bibliophilen. Ab 1921 gehörte er dem Bund Deutscher Gebrauchsgraphiker (Ortsgruppe Offenbach) an und wurde im Juni 1926 erster Vorsitzender der Rhein-Main-Gruppe dieses Verbandes. Diese Position hatte er auch nach der Gleichschaltung 1933 inne und wird als solcher in der Veröffentlichung einer Rede von Joseph Goebbels vor der Reichskulturkammer am 15. November 1933 im Impressum genannt. Anzumerken ist, dass ein Austritt zumindest ein Berufsverbot zur Folge gehabt hätte. Windisch war auch Mitglied auf Lebenszeit der Gutenberg-Gesellschaft. Ab 1949 stand er in Kontakt zu Theodor Heuss.
Bis in die 1960er Jahre lehrte Windisch an der Städelschule. Sein privates Atelier befand sich an der Adickesallee Nr. 11 in Frankfurt und sein Wohnhaus in der Kaiserstraße Nr. 150 in Friedberg. 1958 stiftete Windisch Zeichnungen von Wilhelm Konrad Kalb aus seinem Besitz der Frankfurter Künstlergesellschaft.
Über sein Lebenswerk schrieb die Frankfurter Rundschau 1958 eine umfangreiche Rezension zu seinem 80. Geburtstag, die Frankfurter Allgemeine Zeitung zu seinem 85. Geburtstag.

## Werk
In den 1920er Jahren herrschte eine gestalterische Rivalität zwischen der traditionsaffinen Offenbacher Schule um Rudolf Koch, Hugo Eberhardt und Dominikus Böhm, sowie dem modernen avantgardistischen Projekt Neues Frankfurt von Ernst May das von den Frankfurter Schulen (Kunstgewerbeschule und Städelschule) unterstützt wurde.
Windisch war der wohl einzige Protagonist der über einen langen Zeitraum in diesen beiden Wirkungsräumen agierte, er arbeitete als Pädagoge mit Fritz Wichert an einer Reformierung und Fusion der beiden Frankfurter Schulen und war als in den 1920er und 1930er Jahren als Grafiker zusammen mit den Geschwistern Hans Leistikow und Grete Leistikow tätig. Häufiger wird er jedoch dem Offenbacher Kreis zugerechnet. vermutlich wegen seiner Freundschaft zum zwei Jahre älteren Rudolf Koch und dessen bibliophilen Kreisen. Aus diesem Umfeld (welches die Frakturschrift bevorzugte) kam auch Kritik zu seiner Schriftart Windisch kursiv: „Die von dem Frankfurter Graphiker Albert Windisch gezeichnete »Windisch-Kursiv« ist eine aus dem Schreibwerkzeug, … wenn auch die extrem expressionistischen Zeichnungen den geschlossenen Vignettencharakter vermissen lassen“.
Als Maler bevorzugte Windisch städtische Szenen und Landschaften sowie nach 1945 vornehmlich florale Motive. Sein künstlerisches Werk trägt expressionistische Züge griff jedoch auch die Malerei des ausgehenden 19. Jahrhunderts und die kunsthistorische Tradition auf.

### Werke (Auswahl)
Die Zeitschrift Die Rheinlande schrieb 1922 über eine Ausstellung: Die „Pfirsische“ von Albert Windisch und die „Sonnenblumen-Komposition“ von Karl Lippmann sind beide Qualitätsarbeiten von fein gewählter Farbenwirkung. Auch seine Klasse am Städel wird in einem Bericht der Farben wegen gelobt: Ein frohes farbenprächtiges Bild bietet die Gebrauchsgraphik, die von Albert Windisch betreut wird.
- „Goethes Gartenhaus in Weimar“, 1911
- „Obermainbrücke/Mainufer/Litfaßsäule“, Mischtechnik (Kohle, Kreide, Deckweiß), 1920
- „Pfirsische“, 1922
- „Interieur“, 1922
- „Gottfried Keller“, Holzschnitt, 1924
- „Schafherde auf dem Weg in eine durstige Herbstlandschaft“, Ölbild
- „Schafe in Berglandschaft“, Ölbild, 1927
- Künstlerische Gestaltung des Olympiadorfes der Olympischen Sommerspiele 1936 (zusammen mit Johann Vincenz Cissarz, Hugo Bäppler und Franz Karl Delavilla)
- „Am staedtischen Flussufer“, Mischtechnik (Kohle, Kreide, Deckweiß), 1938
- „Winterlandschaft/Uferbrücke“, Mischtechnik (Kohle, Kreide, Deckweiß), 1952
- „Ansicht von Baden-Baden“, Ölbild, 1958
- „Arthur Schopenhauer“ (Seite nicht mehr abrufbar. Suche in Webarchiven), 1959 (Holzschnitt für Arthur Hübscher, heute in der Sammlung der Universität Frankfurt)
- „Sommertag am Seeufer“, Aquarell, 1950er Jahre
- „Mutter mit Kind im Park“
- „Sommerlicher Park von Weimar“

### Grafikdesign und Typografie (Auswahl)
- Schriftart Windisch Kursiv für Klingspor, 1917
- Typografische Beratung der Stempel AG
- „Deutsche Kunst der Gegenwart in Frankfurt am Main“ Plakatentwurf zur Ausstellung 1933
- „Reichshandwerkertag“ Urkunde der Stadt Frankfurt für die Verleihung des Hans Handwerk-Gedächtnis-Preises, 1936
- „Schweizer Wein“ von Emanuel Stickelberger, Basel 1945

## Publikationen
- Albert Windisch: Die Kleukens-Fraktur und einige Gedanken zu dem Thema „Buchkultur“, 1910
- Albert Windisch: Rudolf Koch: ein deutscher Schriftkünstler, 1911 (engl.: „The Work of Rudolf Koch“ by Albert Windisch,- Cambridge University Press)
- Albert Windisch: Deutsche Werkschriften-Gestalter seit 1900
- Albert Windisch: William Morris als Drucker, Gutenberg-Gesellschaft, 1929
- Albert Windisch: Die künstlerische Drucktype: wie entsteht eine Schrift? Wie beurteilt man eine Schrift? Stempel, 1955
- Albert Windisch: Die Drucke der Ernst-Ludwig-Presse
- Albert Windisch: Walter Tiemann